# Ex-centro
Ogni triangolo ha tre ex-centri, che sono i centri delle circonferenze ex-inscritte al triangolo, ovvero le circonferenze tangenti ad un lato e ai prolungamenti degli altri due.
Gli ex-centri sono i punti di concorrenza della bisettrice interna di un angolo e delle bisettrici esterne degli altri due.
L'incentro e gli ex-centri di un triangolo formano un sistema ortocentrico, nel senso che ognuno di questi punti è l'ortocentro del triangolo i cui vertici sono gli altri tre punti.